# Five Nations 1924
Die Ausgabe 1924 des jährlich ausgetragenen Rugby-Union-Turniers Five Nations (seit 2000 Six Nations) fand vom 1. Januar bis zum 27. März statt. Turniersieger wurde England, das mit Siegen gegen alle anderen Teilnehmer zum fünften Mal den Grand Slam schaffte, mit Siegen gegen alle britischen Mannschaften auch die Triple Crown.

## Teilnehmer
| Land       | Stadion                            | Stadt             | Kapitän                                                |
| ---------- | ---------------------------------- | ----------------- | ------------------------------------------------------ |
| England    | Twickenham Stadium                 | London            | Wavell Wakefield                                       |
| Frankreich | Stade de Colombes / Stade Pershing | Colombes / Paris  | René Crabos / François Borde / Aimé Cassayet-Armagnac  |
| Irland     | Lansdowne Road / Ravenhill Stadium | Dublin / Belfast  | William Crawford / William Collopy                     |
| Schottland | Inverleith                         | Edinburgh         | John Buchanan                                          |
| Wales      | Cardiff Arms Park / St Helen’s     | Cardiff / Swansea | Joe Rees / Jack Whitfield / Jack Wetter / Rowe Harding |

## Tabelle
|    | Land       | Spiele | Siege | Unent. | Ndlg. | Spiel- punkte | Diff. | Tabellen- punkte |
| -- | ---------- | ------ | ----- | ------ | ----- | ------------- | ----- | ---------------- |
| 1. | England    | 4      | 4     | 0      | 0     | 69:19         | + 50  | 8                |
| 2. | Schottland | 4      | 2     | 0      | 2     | 58:49         | + 9   | 4                |
| 2. | Irland     | 4      | 2     | 0      | 2     | 30:37         | − 7   | 4                |
| 4. | Frankreich | 4      | 1     | 0      | 3     | 25:45         | − 20  | 2                |
| 4. | Wales      | 4      | 1     | 0      | 3     | 39:71         | − 32  | 2                |

## Ergebnisse
| 1. Januar 1924 | Frankreich                               | 12 : 10       | Schottland                                              | Stade Pershing, Paris Zuschauer: 30.000 Schiedsrichter: Evan Roberts (Wales) |
| 1. Januar 1924 | Versuche: Galau Jauréguy Moureu Piquiral | (6:3) Bericht | Versuche: Wallace Erhöhungen: Davies Dropgoals: Waddell | Stade Pershing, Paris Zuschauer: 30.000 Schiedsrichter: Evan Roberts (Wales) |

| 19. Januar 1924 | Wales                           | 9 : 17         | England                                                       | St Helen’s, Swansea Zuschauer: 35.000 Schiedsrichter: Alexander Angus (Schottland) |
| 19. Januar 1924 | Versuche: Johnson T. Jones Owen | (3:11) Bericht | Versuche: Catcheside (2) Jacob Locke Myers Erhöhungen: Conway | St Helen’s, Swansea Zuschauer: 35.000 Schiedsrichter: Alexander Angus (Schottland) |

| 26. Januar 1924 | Irland                         | 6 : 0         | Frankreich | Lansdowne Road, Dublin Zuschauer: 20.000 Schiedsrichter: Alfred Lawrie (Schottland) |
| 26. Januar 1924 | Versuche: Atkins G. Stephenson | (3:0) Bericht |            | Lansdowne Road, Dublin Zuschauer: 20.000 Schiedsrichter: Alfred Lawrie (Schottland) |

| 2. Februar 1924 | Schottland                                                                                                  | 35 : 10        | Wales                                             | Inverleith, Edinburgh Schiedsrichter: J. B. McGowan (Irland) |
| 2. Februar 1924 | Versuche: Bertram Bryce Macpherson Smith (3) Waddell Wallace Erhöhungen: Drysdale (4) Straftritte: Drysdale | (22:0) Bericht | Versuche: Griffiths I. Jones Erhöhungen: Male (2) | Inverleith, Edinburgh Schiedsrichter: J. B. McGowan (Irland) |

| 9. Februar 1924 | Irland            | 3 : 14        | England                                                             | Ravenhill Stadium, Belfast Zuschauer: 15.000 |
| 9. Februar 1924 | Versuche: Douglas | (3:3) Bericht | Versuche: Catcheside (2) Corbett Hamilton-Wickes Erhöhungen: Conway | Ravenhill Stadium, Belfast Zuschauer: 15.000 |

| 23. Februar 1924 | England                                                     | 19 : 7        | Frankreich                              | Twickenham Stadium, London Zuschauer: 40.000 Schiedsrichter: Albert Freethy (Wales) |
| 23. Februar 1924 | Versuche: Catcheside Jacob (3) Young Erhöhungen: Conway (2) | (9:0) Bericht | Versuche: Ballarin Dropgoals: Béhotéguy | Twickenham Stadium, London Zuschauer: 40.000 Schiedsrichter: Albert Freethy (Wales) |

| 23. Februar 1924 | Schottland                                             | 13 : 8         | Irland                                                | Inverleith, Edinburgh Schiedsrichter: Tommy Vile (Wales) |
| 23. Februar 1924 | Versuche: Bertram Waddell (2) Erhöhungen: Drysdale (2) | (10:5) Bericht | Versuche: G. Stephenson (2) Erhöhungen: G. Stephenson | Inverleith, Edinburgh Schiedsrichter: Tommy Vile (Wales) |

| 8. März 1924 | Wales                                      | 10 : 13       | Irland                                                               | Cardiff Arms Park, Cardiff Zuschauer: 35.000 Schiedsrichter: T. J. Tulloch (Schottland) |
| 8. März 1924 | Versuche: Pugh Richards Dropgoals: Watkins | (3:8) Bericht | Versuche: F. Hewitt T. Hewitt H. Stephenson Erhöhungen: Crawford (2) | Cardiff Arms Park, Cardiff Zuschauer: 35.000 Schiedsrichter: T. J. Tulloch (Schottland) |

| 15. März 1924 | England                                                                      | 19 : 0        | Schottland | Twickenham Stadium, London Zuschauer: 43.000 Schiedsrichter: Tommy Vile (Wales) |
| 15. März 1924 | Versuche: Catcheside Myers Wakefield Erhöhungen: Conway (3) Dropgoals: Myers | (5:0) Bericht |            | Twickenham Stadium, London Zuschauer: 43.000 Schiedsrichter: Tommy Vile (Wales) |

| 27. März 1924 | Frankreich                        | 6 : 10        | Wales                                         | Stade de Colombes, Colombes Zuschauer: 40.000 Schiedsrichter: R. A. Roberts (England) |
| 27. März 1924 | Versuche: Béhotéguy Lubin-Lebrère | (6:7) Bericht | Versuche: Finch Rickards Dropgoals: Griffiths | Stade de Colombes, Colombes Zuschauer: 40.000 Schiedsrichter: R. A. Roberts (England) |